# Rubia cordifolia
Rubia cordifolia L. es una especie herbácea de la familia de las rubiáceas.  Ha sido cultivado por un pigmento rojo derivado de las raíces.

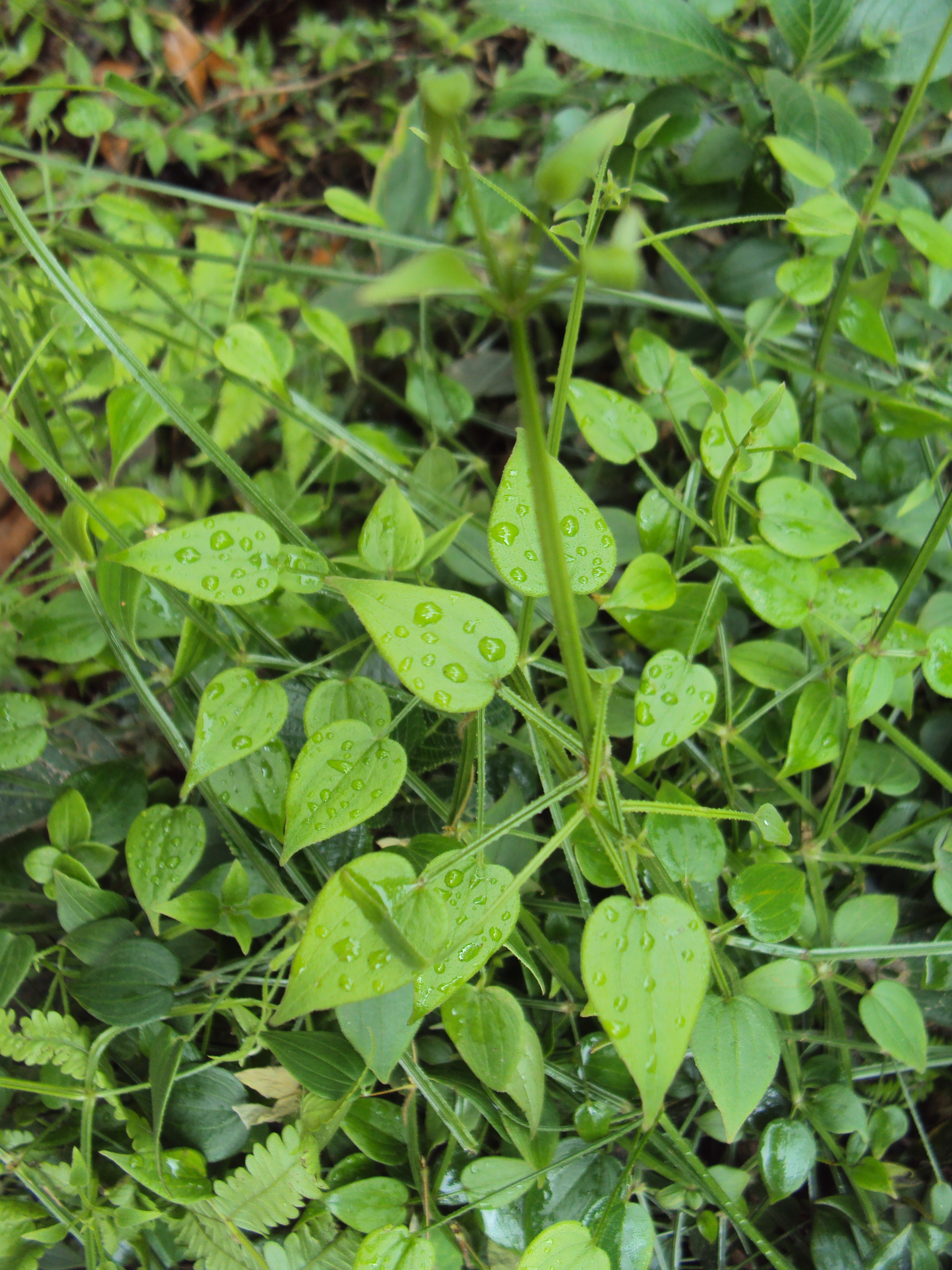
Vista de la planta

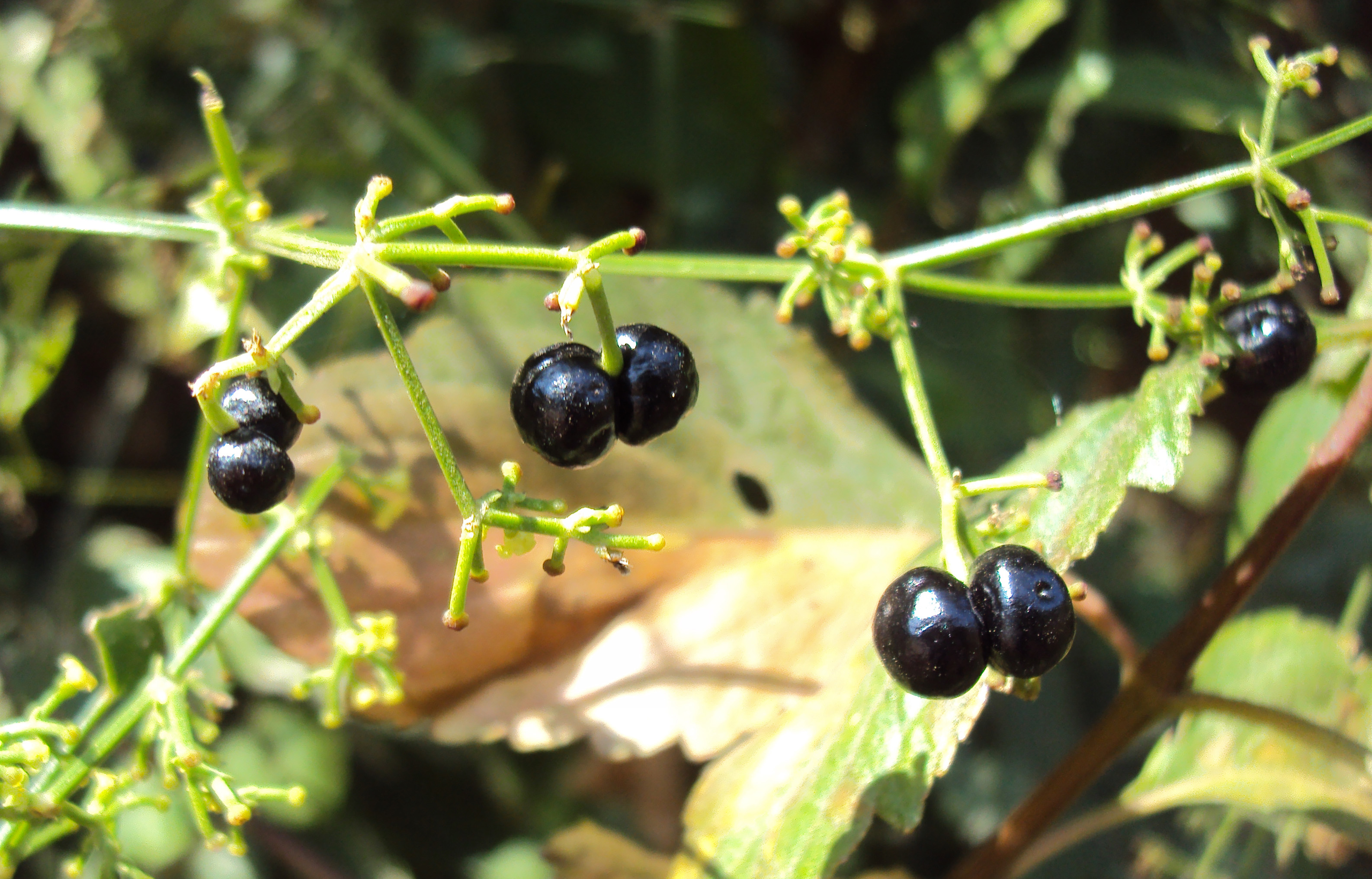
Frutos

## Distribución
Se encuentra en Grecia, Asia y África,

## Descripción
Puede crecer hasta 1,5 m de altura. Las hojas son perennes y tienen 5-10 cm de largo y 2-3 centímetros de altura, producidas en verticilos de 4-7 estrellados en todo el tallo central. Trepa con pequeños ganchos en las hojas y tallos. Las flores son pequeñas (3-5 mm de diámetro), con cinco pétalos de color amarillo pálido, denso en racimos, y aparecen a partir de junio a agosto, seguida por las pequeñas (4-6 mm de diámetro) bayas de color rojo a negro. La raíz puede ser superior a un metro de largo, y de hasta 12 mm de espesor.  Prefiere suelos limosos con un nivel constante de humedad. La especie se utiliza como planta para la alimentación de larvas de especies de lepidópteros especies incluidas la esfinge colibrí.

## Usos
Rubia cordifolia fue económicamente  una fuente importante para la obtención de un pigmento rojo en muchas regiones de Asia, Europa y África. Fue ampliamente cultivada desde la antigüedad hasta mediados del siglo XIX.  Las raíces de la planta contienen un compuesto orgánico llamado alizarina, que le da su color rojo los textiles de una tintura conocida como Rosa rubia.  También se utiliza como colorante, en especial para la pintura, que se conoce como rubia lago.  La sustancia también se obtiene de otras especies; Rubia tinctorum, que  también cultiva ampliamente, y la especie asiática Rubia akane. La invención de un sustituto de síntesis, un antraceno compuesto llamado alizarina, ha reducido en gran medida la demanda de los derivados naturales.
Sus raíces también son la fuente de obtención de un medicamento utilizado en el Ayurveda, es comúnmente conocido como Manjistha y el producto comercial como Manjith.

## Taxonomía
Rubia cordifolia fue descrita por Carlos Linneo y publicado en Systema Naturae, ed. 12 3(app.): 229, en el año 1768.
Etimología
Rubia: nombre genérico que deriva del latín rubus que significa "rojo".
cordifolia: epíteto latíno que significa "hojas con forma de corazón".
Subespecies aceptadas
- Rubia cordifolia subsp. conotricha (Gand.) Verdc.
- Rubia cordifolia subsp. cordifolia

Sinonimia
- Galium cordifolium (L.) Kuntze
- Rubia cordifolia subsp. pratensis Kitam.	[5]

subsp. conotricha (Gand.) Verdc.
- Rubia conotricha Gand.
- Rubia longipetiolata Bullock[6]

subsp. cordifolia
- Dioscorea verticillata Lam.
- Rubia alata Wall.
- Rubia chinensis f. mitis (Miq.) Kitag.
- Rubia clematifolia Reinw. ex Miq.
- Rubia cordata Thunb.
- Rubia javana DC.
- Rubia lanceolata Hayata
- Rubia mitis Miq.
- Rubia pratensis (Maxim.) Nakai
- Rubia pubescens (Nakai) Nakai
- Rubia purpurea Decne.
- Rubia scandens Zoll. & Moritzi
- Rubia secunda Moon
- Rubia sylvatica (Maxim.) Nakai[7]